# Harry Lott
Harry Hunter Lott (Filadelfia, 13 gennaio 1880 – Lake Worth, 5 febbraio 1949) è stato un canottiere statunitense.
Lott partecipò ai Giochi olimpici di Saint Louis 1904 con la squadra Vesper Boat Club nella gara di otto, in cui conquistò la medaglia d'oro.
Lott fu studente di medicina al Thomas Jefferson University di Filadelfia. Dopo la laurea, fu praticante in otorinolaringoiatria a Filadelfia.

## Palmarès
In carriera ha conseguito i seguenti risultati:
- Giochi olimpici

St. Louis 1904: oro nell'otto.